# Attica State (chanson)
Attica State est une chanson de John Lennon et Yoko Ono créée dans le cadre de leur groupe Plastic Ono Band et publiée sur l'album Some Time in New York City. La chanson est une complainte sur la perte de vies humaines lors des émeutes survenues dans la prison de l'État d'Attica en 1971, ainsi que sur les mauvaises conditions de vie et les droits de l'homme accordés aux prisonniers aux États-Unis.
Attica State était également destiné à être la face B du premier single issu de l'album Some Time in New York City, qui devait être à l'origine The Luck of the Irish (en). Ce single avait initialement reçu le numéro de catalogue « APPLE 1846 » mais a finalement été annulé avant d'être publié.

## Contexte
La chanson a été composée lors du 31e anniversaire de Lennon, le 9 octobre 1971, lorsque ses amis, notamment Ringo Starr, Maureen Starkey, Phil Spector, Klaus Voormann, Mal Evans, Neil Aspinall, Eric Clapton, Allen Ginsberg et Jim Keltner, organisèrent une fête d'anniversaire pour John Lennon durant laquelle ils chantèrent ensemble. L'une des chansons qu'ils ont chantées était une version improvisée d'Attica State. Les émeutes n'avaient alors eu lieu que quelques semaines auparavant,.
Les paroles de la chanson prennent en sympathie les prisonniers tués dans les émeutes, même s'ils regrettent la perte de toute vie. John Lennon et Yoko Ono publient également une condamnation cinglante à l'encontre du système judiciaire et pénal américain avec des paroles telles que « Libérez les prisonniers, emprisonnez les juges », « Ils vivent tous dans la suffocation » et « Rockefeller a appuyé sur la gâchette, c'est ce que les gens ressentent » Le couplet final appelle son public à « Rassemblez-vous, rejoignez le mouvement / Prenez position pour les droits de l'homme / La peur et la haine obscurcissent notre jugement / Libérez-nous tous de la nuit sans fin. »[réf. nécessaire]
John Lennon interprète la chanson pour la première fois en direct lors d'un rassemblement en hommage à John Sinclair organisé le 10 décembre 1971. Cette version est sortie sur la bande originale du film The US vs. John Lennon réalisé par David Leaf et sorti en 2006. Une semaine plus tard, John Lennon interprète la chanson lors d'un concert organisé au bénéfice des familles des personnes tuées lors les émeutes qui a eu lieu au Apollo Theater de New York,. Cette performance est intégrée dans le coffret John Lennon Anthology sorti en 1998.
La chanson provoque cependant quelques controverses. Ainsi, lorsque John Lennon chante cette chanson en 1972 lors d'une participation à l'émission The David Frost Show, une partie du public de l'émission a contesté la chanson en accusant John Lennon de faire l'apologie des criminels, tandis qu'une autre partie du public prenait la défense du chanteur.
Rob Hughes, critique du magazine Classic Rock a classé Attica State comme la 10e meilleure chanson politique de John Lennon.
Ironiquement, à la suite de sa condamnation à une peine d'emprisonnement à perpétuité pour l'assassinat de John Lennon, Mark David Chapman est incarcéré à l'établissement correctionnel d'Attica entre 1981 à 2012, année durant laquelle il est transféré à l'établissement correctionnel de Wende (en).

## Équipe
L'équipe ayant participé à l'enregistrement de l'album Some Time in New York City était composée de , :
- John Lennon : Chant, Guitare
- Yoko Ono : Chant
- Wayne 'Tex' Gabriel : guitare
- Stan Bronstein : Saxophone
- Gary Van Scyoc : Basse
- Adam Ippolito : Piano, Orgue
- Richard Frank Jr. : Batterie, Percussions
- Jim Keltner : Batterie